# Neil Harris
Neil Harris, né le 12 juillet 1977 à Orsett dans l'Essex, est un joueur et entraîneur de football anglais. 
Évoluant au poste de buteur, Harris détient le record du nombre de buts inscrits pour Millwall, devant Teddy Sheringham. En 432 matchs, il marque 138 fois toutes compétitions confondues, dont 125 en championnat. Au cours de sa carrière il porte également les maillots de Cambridge City, Cardiff City, Nottingham Forest, Gillingham et Southend United.
Après sa retraite sportive, Harris revient à Millwall. Il est nommé manager par intérim en janvier 2014 puis en mars 2015, avant d'être confirmé dans ses fonctions. 

## Carrière

### Révélation à Millwall
Né à Orsett dans Essex, Harris est éduqué à la Brentwood School. Il porte notamment le maillot du Maldon Town FC mais sa carrière démarre vraiment quand il est recruté par Cambridge City. Il y est repéré et le 25 mars 1998, il est transféré à Millwall, club de Football League Second Division, le troisième échelon du football anglais, contre une indemnité de 30 000 livres sterling. Pour sa première saison complète, il est le meilleur buteur de l'équipe et se voit nommé joueur de l'année par les supporteurs. Sa troisième saison, en 2000-2001, s'achève sur le titre de champion pour l'équipe et celui de meilleur buteur du championnat pour le joueur, ce qui lui vaut le surnom de Bomber, en référence à Arthur Travers Harris. Neil Harris se voit diagnostiquer un cancer du testicule en 2001, mais après un traitement intensif il est considéré comme remis l'année suivante. Il initie alors une association de lutte contre le cancer, baptisée Neil Harris Everyman Appeal. Après trois saisons pleines en First Division, Harris joue moins sous la direction de l'entraîneur-joueur Dennis Wise, qui ne lui accorde qu'une confiance limitée. 

### Plusieurs transferts décevants
Début décembre 2004, il signe en prêt à Cardiff City. Mais après quelques semaines seulement, les différentes parties ne s'entendent pas financièrement et à la fin du mois, Harris est finalement transféré définitivement à Nottingham Forest, qui est relégué en fin de saison.
Harris peine à s'imposer à Nottingham et se trouve prêté la saison suivante à Gillingham, relégué en même temps que Nottingham en League One. Il marque six buts en 36 matchs.
De retour à Nottingham, Harris espère profiter de l'arrivée de Colin Calderwood comme manager pour retrouver du temps de jeu. Millwall lui fait une proposition de retour en prêt qu'il refuse, privilégiant un transfert.
Harris marque finalement son premier but pour Forest le 2 septembre 2006, 21 mois après son arrivée. En janvier 2007, il rompt son contrat avec le club.

### Retour à Millwall
Le 8 janvier 2007, Harris fait son retour à Millwall en signant un contrat de 18 mois.
Le 20 janvier, pour sa deuxième apparition, il marque son 94e but en championnat pour Millwall, dépassant le record de qu'il co-détenait jusque-là avec Teddy Sheringham. Harris ne cache pas alors qu'il espère battre le record de 111 buts toutes compétitions confondues.

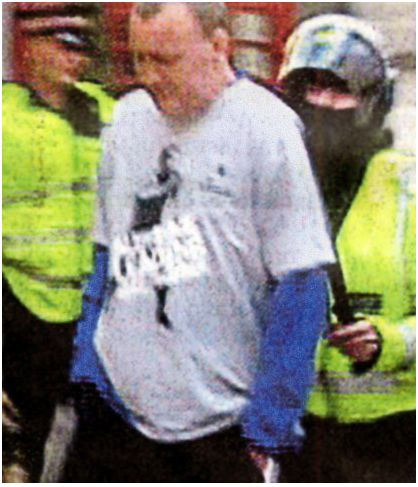
Ian Tomlinson porte un t-shirt "Neil Harris all-time leading goal scorer" au moment de sa mort polémique lors du G-20 de 2009.

En fin de la saison 2007-2008, le manager de Millwall Kenny Jackett, en lutte pour éviter la relégation, annonce que le contrat de Harris ne sera pas prolongé, pour laisser aux jeunes comme Lewis Grabban et Gary Alexander. Harris bénéficie de blessures pour faire son retour comme titulaire le 15 mars 2008 et joue un rôle important dans la bonne de saison de son équipe, qui assure le maintien espéré. À 30 ans, Harris se voit finalement proposer une prolongation d'un an
Le 13 janvier 2009, Harris dépasse le record détenu par Teddy Sheringham du nombre de buts marqués pour Millwall toutes compétitions confondues, avec un 112e but lors de la victoire sur le terrain de Crewe Alexandra (2-3). Le 4 avril, il prolonge de nouveau son contrat d'un an. Le 9 mai, en barrage de montée aller face à Leeds United, Harris marque le seul but du match. Millwall s'incline finalement en finale des barrages face à Scunthorpe United (2-3).
Malgré plusieurs blessures mineures, Harris réalise une saison 2009-2010 de haut niveau, inscrivant treize buts en championnat et cinq en coupes, un total qu'il n'avait plus atteint depuis ses premières saisons. En janvier 2010, il prolonge son contrat de deux ans.
En fin de saison, le club remporte les barrages de montée et obtient son retour en Football League Championship, le deuxième échelon national. Il est essentiellement remplaçant la saison suivante, même s'il dispute encore 26 matchs de championnat (pour deux buts).  

### Fin de carrière à Southend United
Le 9 juin 2011, Harris rejoint Southend United, club de Football League Two (D4) situé tout près de sa ville natale, où il signe un contrat de trois ans. Après une première saison pleine, il se blesse sérieusement et annonce finalement sa retraite sportive en juin 2013,.

### Reconversion
Harris prend sa retraite sportive en juin 2013 et intègre l'équipe technique de Millwall. Il est nommé manager par intérim en janvier 2014, après la démission de Steve Lomas, puis en mars 2015, après celle de Ian Holloway. Il est finalement confirmé dans ses fonctions le 29 avril 2015.

## Palmarès
- Champion de troisième division en 2001 avec Millwall